# 2-я Владимирская улица
Втора́я Влади́мирская улица — улица, расположенная в Восточном административном округе города Москвы на территории районов Перово и Новогиреево.

## История
Названа 30 августа 1950 года по названию Владимирского посёлка, который располагался на этом месте. Посёлок получил название по Владимирскому шоссе (ныне шоссе Энтузиастов).

## Расположение
Вторая Владимирская улица проходит через два района — Перово и Новогиреево. На севере пересекается с шоссе Энтузиастов, на юге Вторая Владимирская улица переходит в улицу Новотетёрки.

Имеет перекрёстки с улицами Металлургов, Братской, Утренней, Перовской и Кусковской, а также с Федеративным и Зелёным проспектами.

## Здания и сооружения
Всего по 2-й Владимирской улице зарегистрировано 166 домов.
По нечётной стороне:
- Дом 1/66 — жилой дом в стиле постконструктивизма. Построен в 1936 или 1938 году. Архитекторы Г. С. Гурьев-Гуревич, А. М. Зальцман.[4]
- Дом 3 — здание отделения связи № 111123.
- Дом 11 — жёлтое многоэтажное жилое здание, именуемое «Яичницей» (за свой пёстрый цвет).
- Дом 17 — красный блочный жилой дом серии II-05. Сооружён в 1958 году.
- Дом 19 — бывшее здание детского сада. В настоящее время — административно-офисное здание.
- Дом 29А — Детская городская поликлиника № 17 филиал № 4 ДГП № 7.
- Дом 31А — Городская поликлиника № 69 и травматологический пункт
- Дом 45 — комплекс высотных жилых зданий в районе станции метро «Перово». Сооружён в 2006 году.

По чётной стороне:
- Дом 14 — здание пожарной части № 5 УГПС ВАО.
- Дом 22А — центр образования № 1852.
- Дом 24 — детский сад № 1547.
- Дом 24А — детский сад № 1908 — Центр развития ребёнка.
- Дом 30, корпус 1 — стоматологическая поликлиника № 22. Здание 1965 года постройки.
- Дом 56 — детская художественная школа № 5. Здание 1963 года постройки.

## Инфраструктура и предприятия
- Поликлиники: детская № 17 и поликлиника № 69 (с травматологическим пунктом).
- Детские сады: № 1547 и № 1908.
- Школы: ГБОУ ЦО № 1852 и художественная школа № 5.
- Социально-правовые предприятия: Территориальный отдел управления Федеральной службы по надзору в сфере защиты прав потребителей и благополучия человека по г. Москве в ВАО (Вторая Владимирская, 46/2).
- Рестораны и кафе: "Генацвале"
- Аптечные пункты: Гомеопатическая аптека № 4/87 ГУП «Столичные аптеки» (Вторая Владимирская, 21/9).
- Кусковский завод консистентных смазок  - производство специальных пластичных смазок, прожировочных составов и химической продукции для железнодорожного транспорта. (2-я Владимирская, 64).

## Транспорт

### Автобусное движение
На 2-й Владимирской улице расположено 6 автобусных остановок (с севера на юг):
- «Гомеопатический центр» — 7, 125, 141, н4
- «Улица Металлургов» — 141, 620, н4
- «Поликлиника № 69» — 141, 620, н4
- «Метро „Перово“» в сторону юга — 7, 314, 617, 620, 842, в сторону севера — 141, 620, н4; пересадка на остановку автобуса т77, пересадка на станцию метро ( Перово)
- «2-я Владимирская ул.» в сторону севера — 7, 314, 617, 620, 787, 842, пересадка на остановку автобуса т53; в сторону юга — 36, 314, 254, 617
- «Кусково» (в сторону Шоссе Энтузиастов) — 36, 254, 314, 617

Маршруты автобусов:
- 7: Станция Перово —  Перово — Новогиреевская улица —  Партизанская
- 36: Платформа Новогиреево —  Новогиреево —  Шоссе Энтузиастов/ Шоссе Энтузиастов —  Партизанская
- 125: Улица Молостовых —  Шоссе Энтузиастов/ Шоссе Энтузиастов —  Авиамоторная —  Площадь Ильича/ Римская — Красноказарменная площадь
- 141: Улица Молостовых —  Перово —  Шоссе Энтузиастов/ Шоссе Энтузиастов —  Соколиная Гора —  Семёновская
- 254: Улица Молостовых — Платформа Новогиреево —  Шоссе Энтузиастов/ Шоссе Энтузиастов —  Семёновская
- 314: Станция Перово —  Перово —  Новогиреево —  Выхино
- 617: Ивановское —  Новогиреево —  Перово — Станция Перово
- 620: Улица Молостовых —  Перово —  Выхино
- 787: Станция Перово —  Перово — Платформа Новогиреево — 9-й микрорайон Кожухова
- 842: Платформа Новогиреево —  Перово — Станция Перово
- н4: Новокосино —  Новокосино —  Новогиреево —  Перово —  Шоссе Энтузиастов/ Шоссе Энтузиастов —  Авиамоторная —  Площадь Ильича/ Римская —  Китай-город

### Метрополитен
- Станция метро  Перово (вестибюль станции расположен под перекрёстком 2-й Владимирской улицы и Зелёного проспекта)

### Железнодорожный транспорт
Станция Кусково Горьковского направления МЖД расположена южнее улицы на улице Новотетёрки.